# Ducobu (série de films)
 (avril 2024).
Si vous disposez d'ouvrages ou d'articles de référence ou si vous connaissez des sites web de qualité traitant du thème abordé ici, merci de compléter l'article en donnant les références utiles à sa vérifiabilité et en les liant à la section « Notes et références ».
 Pour plus de détails, voir Fiche technique et Distribution
Ducobu est une série de films français en prise de vues réelle adaptée de la série de bande dessinée belge L'Élève Ducobu.
Cette saga est composée de cinq opus :
- L'Élève Ducobu, sorti en 2011 ;
- Les Vacances de Ducobu, sorti en 2012 ;
- Ducobu 3, sorti en 2020 ;
- Ducobu président !, sorti en 2022 ;
- Ducobu passe au vert, sorti en 2024.
- Ducobu et le fantôme de Saint Potache,  prévu pour 2026.

## Fiche technique
| Titre           | Films                                  | Films                                             | Films                                                        | Films                                   | Films                                   | Films                                        |  |  |
| Titre           | L'Élève Ducobu (2011)                  | Les Vacances de Ducobu (2012)                     | Ducobu 3 (2020)                                              | Ducobu président ! (2022)               | Ducobu passe au vert (2024)             | Ducobu et le fantôme de Saint Potache (2026) |  |  |
| --------------- | -------------------------------------- | ------------------------------------------------- | ------------------------------------------------------------ | --------------------------------------- | --------------------------------------- | -------------------------------------------- |  |  |
| Réalisateurs    | Philippe de Chauveron                  | Philippe de Chauveron                             | Élie Semoun                                                  | Élie Semoun                             | Élie Semoun                             | Élie Semoun                                  |  |  |
| Scénaristes     | Marc de ChauveronPhilippe de Chauveron | Guy LaurentMarc de ChauveronPhilippe de Chauveron | Guy LaurentMarc de ChauveronPhilippe de ChauveronÉlie Semoun | Guy LaurentMarc de ChauveronÉlie Semoun | Guy LaurentMarc de ChauveronÉlie Semoun | Guy LaurentMarc de ChauveronÉlie Semoun      |  |  |
| Musique         | Marc Chouarain                         | Marc Chouarain                                    | Alexandre Azaria                                             | Matthieu Gonet                          | Matthieu Gonet                          |                                              |  |  |
| Montage         | Sandro Lavezzi                         | Sandro Lavezzi                                    | Sandro Lavezzi                                               | Sandro Lavezzi                          | Sandro Lavezzi                          | Sandro Lavezzi                               |  |  |
| Production      | Romain Rojtman                         | Romain Rojtman                                    | Romain Rojtman                                               | Romain Rojtman                          | Romain Rojtman                          | Romain Rojtman                               |  |  |
| Durée           | 96 minutes                             | 92 minutes                                        | 90 minutes                                                   | 86 minutes                              | 80 minutes                              |                                              |  |  |
| Dates de sortie | 22 juin 2011                           | 25 avril 2012                                     | 5 février 2020                                               | 13 juillet 2022                         | 3 avril 2024                            | 7 octobre 2026                               |  |  |
| Genre           | comédie                                | comédie                                           | comédie                                                      | comédie                                 | comédie                                 | comédie                                      |  |  |
| Budget          | 9 580 000 €                            | 10 810 000 €                                      | 8 960 000 €                                                  | 9 900 000 €                             | 9 600 000 €                             |                                              |  |  |

## Distribution et personnages
| Personnages                        | Personnages                        | Films                 | Films                         | Films             | Films                     | Films                       | Films                                        |
| Nom                                | Caractéristique                    | L'Élève Ducobu (2011) | Les Vacances de Ducobu (2012) | Ducobu 3 (2020)   | Ducobu président ! (2022) | Ducobu passe au vert (2024) | Ducobu et le fantôme de Saint Potache (2026) |
| ---------------------------------- | ---------------------------------- | --------------------- | ----------------------------- | ----------------- | ------------------------- | --------------------------- | -------------------------------------------- |
| Ducobu                             | Elève                              | Vincent Claude        | François Viette               | Mathys Gros       | Gabin Tomasino            | Damien Pauwels              |                                              |
| Hervé Ducobu                       | Père de Ducobu                     | Bruno Podalydès       | Pierre-François Martin-Laval  | Loïc Legendre     | Loïc Legendre             | Loïc Legendre               | Loïc Legendre                                |
| Léonie Gratin                      | Meilleure élève                    | Juliette Chappey      | Juliette Chappey              | Leeloo Eyme       | Adèle Barrazuol           | Louise Riguidel Huon        |                                              |
| Adeline Gratin                     | Mère de Léonie                     | Helena Noguerra       | Helena Noguerra               | Frédérique Bel    | Frédérique Bel            | Frédérique Bel              | Frédérique Bel                               |
| Gustave Latouche                   | Professeur                         | Élie Semoun           | Élie Semoun                   | Élie Semoun       | Élie Semoun               | Élie Semoun                 | Élie Semoun                                  |
| Mme Latouche                       | Mère de Gustave Latouche           | Élie Semoun           | Élie Semoun                   | Élie Semoun       | Élie Semoun               | Élie Semoun                 | Élie Semoun                                  |
| Ghislaine Rateau                   | Professeure de musique             | Joséphine de Meaux    | Joséphine de Meaux            | Émilie Caen       | Émilie Caen               | Émilie Caen                 | Émilie Caen                                  |
| Proviseur de l'École Saint-Potache | Proviseur de l'École Saint-Potache | Edgar Givry           |                               | François Levantal | François Levantal         | François Levantal           | François Levantal                            |
| M. Kitrish                         | Directeur du magasin Kitrish       | Jean-Paul Bonnaire    |                               | Gérard Jugnot     | Gérard Jugnot             | Gérard Jugnot               | Gérard Jugnot                                |

## Accueil
| Titre                    | Films                 | Films                         | Films           | Films                     | Films                       | Films                                        | Total        |
| Titre                    | L'Élève Ducobu (2011) | Les Vacances de Ducobu (2012) | Ducobu 3 (2020) | Ducobu président ! (2022) | Ducobu passe au vert (2024) | Ducobu et le fantôme de Saint Potache (2026) | Total        |
| ------------------------ | --------------------- | ----------------------------- | --------------- | ------------------------- | --------------------------- | -------------------------------------------- | ------------ |
| Budget                   | 9 580 000 €           | 10 810 000 €                  | 8 960 000 €     | 9 900 000 €               | 9 600 000 €                 | À venir                                      | 49 120 000 € |
| Nombre d'entrées France  | 1 492 184             | 1 056 337                     | 1 502 747       | 1 134 083                 | 1 000 471                   | À venir                                      | 6 185 820    |
| Nombre d'entrées Europe  | 158 968               | 65 493                        | 99 330          | 96 565                    | 64 337                      | À venir                                      | 484 693      |
| Nombre d'entrées totales | 1 651 152             | 1 121 830                     | 1 602 077       | 1 230 648                 | 1 064 808                   | À venir                                      | 6 670 515    |
| Recette                  | 14 174 240 $          | 8 755 457 $                   | 12 157 793 $    | 7 687 301 $               | 7 510 050 $                 | À venir                                      | 50 284 841 $ |

## Les films

### L’Élève Ducobu
L’élève Ducobu s’est encore fait renvoyer d’une école. Cette fois, pour éviter de finir en pension, il n’a plus qu’une seule chance : réussir à Saint-Potache. Pour s’en sortir, ce cancre attachant va devoir se surpasser et mettre au point les tricheries les plus ingénieuses et les plus spectaculaires jamais imaginées. La partie est loin d’être gagnée car M. Latouche, son redoutable professeur, est un adversaire coriace et Léonie, la première de la classe sur qui il tente de copier, ne va pas rester longtemps sous son charme…

### Les vacances de Ducobu
La cloche sonne et c’est la libération pour l’élève Ducobu : enfin les vacances, loin de Latouche et de ses dictées diaboliques !!! BD, Club Mickey, glaces à gogo... Ducobu a à peine le temps de se réjouir que son père lui annonce un tout autre programme : ils partent avec la famille Gratin. Avec Léonie et sa mère, c’est plutôt réveil aux aurores, musées et révisions. Et pour couronner le tout... Ducobu tombe sur Latouche et Mademoiselle Rateau venus eux aussi en vacances au camping. Le Cauchemar !!! Heureusement le hasard met sur son chemin une carte mystérieuse. Grâce à son ingéniosité, Ducobu en décode l’énigme et se lance à la recherche d’un trésor de pirates perdu. Le roi de la triche devient le roi de l’aventure et les vraies vacances peuvent commencer !

### Ducobu 3
C'est la rentrée à l'école Saint-Potache, mais l'élève Ducobu, connu comme étant le maître absolu de la triche, va avoir, pour la première fois de sa vie, un solide concurrent, en la personne d'un élève surnommé TGV (Théo-Georges Vincent) un tricheur 2.0. Willie, un autre nouvel élève, lui cause aussi des problèmes en lui « volant » Léonie. Pendant ce temps, les finances de l'établissement sont désastreuses et il faut vite trouver un moyen pour la sauver. C'est là que se présente une vraie aubaine : un concours de chant pour enfants auquel vont participer Ducobu, Léonie Gratin et TGV qui vont faire tout ce qui est en leur pouvoir pour remporter le concours, quitte à exercer leur art de la triche.

### Ducobu Président!
C'est la rentrée des classes à Saint-Potache. Au même moment, un homme allemand y arrive et propose une élection pour élire un président des élèves. Cela crée beaucoup d'enthousiasme chez presque tout le monde, surtout chez Léonie et Ducobu, qui décideront tous deux de se présenter. Si Léonie va tout faire pour être élue présidente des élèves grâce au dur labeur et au soutien de quelques bons élèves et de son professeur, Gustave Latouche, Ducobu va quant à lui faire usage de son statut légendaire de cancre et tricheur pour être élu, avec pour soutien M. Kitrish et une certaine Denise. Une fois élu, l'école devient un terrain de jeux permanent, ce qui ne manque pas d'irriter Latouche. Celui-ci décide de monter un groupe de résistance, avec l'aide de Léonie et de quelques élèves studieux qui ont voté pour Léonie pour le titre de président des élèves.

### Ducobu passe au vert
Une nouvelle année scolaire démarre pour Ducobu. À l'école Saint-Potache, Ducobu a une idée géniale pour cette année : prendre une année de repos afin de préserver la planète, mais particulièrement dans le but de sécher l'école ! Mais Ducobu ne va pas réussir aussi facilement car son professeur M. Latouche ne va pas le laisser faire ! Mais la nouvelle aventure de Ducobu tourne mal car Patrick Moisi déclare la guerre aux profs et aux écoliers de Saint-Potache.